# Zweifel-Olefinierung
Die Zweifel-Olefinierung ist eine Namensreaktion der Organischen Chemie, die den stereoselektiven Aufbau von Alkenen erlaubt. Die Reaktion geht dabei, ähnlich wie die Suzuki-Reaktion, von Borsäureestern oder Boranen aus. Benannt ist die Reaktion nach ihrem Entwickler, dem Schweizer Chemiker George Zweifel.

## Übersichtsreaktion
Die Zweifel-Olefinierung erlaubt den stereoselektiven Aufbau von Alkenen. Dabei sind sowohl (E)- und (Z)-Alkene zugänglich. Zunächst wird ein Alkin mit einem Boran umgesetzt, welches den Rest trägt, welcher an das Alkin addiert werden soll. Dabei entsteht ein Vinylboran. Um das (Z)-Alken zu erhalten, wird die Reaktion im alkalischen Medium mit Iod fortgesetzt. Um das (E)-Alken zu erhalten, wird Bromcyan eingesetzt. Die Zweifel-Olefinierung kommt, im Gegensatz zu ähnlichen Reaktionen der Alkenmetathese, ohne Übergangsmetall-Komplexe aus.

## Mechanismus
Um die verschiedenen Alkenkonfigurationen zu erhalten, müssen die Eliminierungen auf verschiedenen Wegen geschehen.

### (Z)-Alkene
(Z)-Alkene werden durch Umsetzung des Vinylborans mit Iod erhalten. Dabei bildet sich zunächst ein Iodonium-Ion. Im Basischen folgt eine 1,2-Metallat-Umlagerung, bei der das Iodonium geöffnet wird. Durch anti-Eliminierung entsteht das (Z)-Alken.

### (E)-Alkene
(E)-Alkene werden durch Umsetzung des Vinylborans mit Bromcyan erhalten. Dabei bildet sich zunächst ein Bromomium-Ion. Es folgt eine 1,2-Metallat-Umlagerung, bei der das Bromomium geöffnet wird. Durch syn-Eliminierung entsteht das (E)-Alken.

## Anwendung
Die Zweifel-Olefinierung findet Anwendung in einigen Totalsynthesen, darunter die von (+)-Faranal, Solanoeclepin A und (−)-Filiformin.